# Josep Vendrell i Ferrer
Josep Vendrell i Ferrer (Tarragona, 1882 - 19 de juliol del 1950) va ser el vint-i-vuitè president de la història del FC Barcelona.
Coronel de l'exèrcit franquista durant la guerra, va ser Delegat d'Ordre Públic a la Corunya, tot i que quan va ser nomenat president del Barça (22 de setembre del 1943) estava destinat al Govern Militar de Barcelona.
Durant el seu mandat es restabliren les relacions amb les autoritats federatives del règim, deteriorades aran dels greus incidents produïts en el partit de l'11 a 1 al camp de Chamatín.
En el terreny esportiu, l'equip aconseguí la Lliga espanyola de futbol i la Copa d'Or Argentina, al mateix temps que el club es consolidava amb l'assoliment dels 22.000 socis.
Vendrell dimití el 20 de setembre del 1946.